# Calvaire sur socle et autel de Melrand
Le Calvaire de Melrand est un calvaire trinitaire situé route de Guémené dans le bourg de Melrand dans le Morbihan.

## Historique

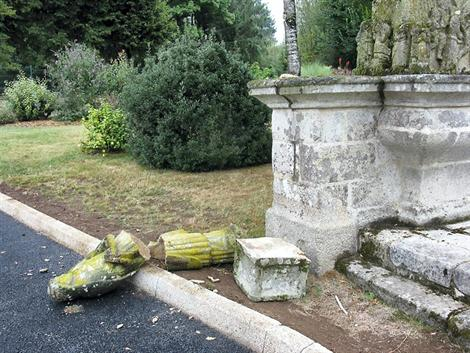
Le calvaire principal vandalisé au centre bourg de Melrand

Le calvaire du bourg est commandité en 1827 par la famille Le Beller.
Il a été construit par le maçon Jean Cabedoche.
L'inscription sur le revers de la base : 

« PAR LES HERITIERS DE VINCENT LE BELLER DU RONGOEDO GUILLAUME...1827 / JEAN CABEDOCHE MACON »

Le calvaire sur socle et l'autel font l’objet d’un classement au titre des monuments historiques depuis le 19 mai 1965.
Dans la nuit du vendredi 13 au samedi 14 septembre 2013, le calvaire a subi un acte de vandalisme qui sévit dans le canton depuis plusieurs mois. Des monuments à connotation religieuse (calvaire, statue, fontaine) font l’objet de malveillances.

## Architecture
Le calvaire constitue un ensemble statuaire en granit, constitué d'éléments de différentes époques. Il repose sur un triple socle mouluré et un soubassement en pierre de taille à retraits (deux soubassements sur lesquels sont fixés les supports des statues en fonte de la Vierge et de saint Jean, et un au centre en forme d'autel galbé et portant le Christ en croix en fonte moulée). Ce soubassement repose sur un emmarchement à trois degrés. Les bustes des apôtres sont sculptés deux par deux, en haut-relief, le long du fût. Contrairement à l'iconographie traditionnelle qui représente le Christ crucifié accosté de la Vierge et saint Jean, ces deux personnages sont ici placés au pied de la croix. Le croisillon est séparé du fût par un nœud orné de deux têtes d'angelots qui symbolisent ces créatures recueillant le sang du Sauveur dans un calice. Le Christ en croix est surmonté par Dieu le Père figuré en vieil homme barbu, sur la poitrine duquel s'éploie dans une gloire la colombe du Saint-Esprit, l'ensemble composant un calvaire trinitaire.
Gustave Geffroy l'a décrit ainsi en 1905 :

« Sa base est un autel très simple, auquel on accède par deux marches. Au milieu de la tablette s'élève une pyramide singulière portant le crucifié, et de chaque côté, aux deux extrémités de la tablette, deux statues, la Vierge et l'apôtre Jean, deux représentations du type breton en costume du XVIe siècle. (...) La pyramide a pour base un bloc où est sculpté le Portement de la Croix, un petit Christ à grosse tête et grande barbe, traîné et poussé par des hommes d'armes. Au-dessus l'Ensevelissement , le même Christ disproportionné, mort, raidi, étendu sur le flanc, entouré des saintes femmes qui ont toute l'apparence de petites filles en bonnets. C'est gauche et enfantin, et ce sont là les scènes d'un Guignol gothique (...) : l'intention est funèbre et dramatique, tandis que l'exécution est caricaturale et comique. »